# Devario auropurpureus
Devario auropurpureus är en fiskart som först beskrevs av Annandale, 1918.  Devario auropurpureus ingår i släktet Devario och familjen karpfiskar. IUCN kategoriserar arten globalt som starkt hotad. Inga underarter finns listade i Catalogue of Life.